# Labyar
Labyar  (in arabo لبيار‎?) è un centro abitato e comune rurale del Marocco situato nella provincia di Guelmim, regione di Guelmim-Oued Noun. Conta una popolazione di 546 abitanti (censimento 2014).